# Linda Hutcheon
Linda Ann Hutcheon (* 24. August 1947 in Toronto) ist eine kanadische Literaturtheoretikerin. Sie ist emeritierte  Professorin für Englisch und Vergleichende Literaturwissenschaft an der University of Toronto. Bekannt sind insbesondere ihre einflussreichen Theorien der Postmoderne, die sie wesentlich positiver sieht als etwa Fredric Jameson.
Hutcheon studierte an der University of Toronto und an der Cornell University.
1990 wurde sie Fellow der Royal Society of Canada, welche sie 2016 auch mit der Lorne Pierce Medal für Literatur auszeichnete. 2003 wurde sie zum auswärtigen Mitglied der American Academy of Arts and Sciences gewählt, 2010 der Finnischen Akademie der Wissenschaften.
Sie ist Officer of the Order of Canada. Im Jahr 2000 wurde sie als erste kanadische Frau zur Vorsitzenden der Modern Language Association of America gewählt.

## Publikationen (Auswahl)
- A Theory of Adaptation. New York 2006
- Opera: The Art of Dying. Harvard University Press, 2004 (mit Michael Hutcheon)
- Rethinking Literary History: A Forum on Theory. Oxford University Press, New York 2002 (mit Mario J. Valdés)
- Bodily Charm: Living Opera. Lincoln, University of Nebraska Press, 2000 (mit Michael Hutcheon).
- Opera: Desire, Disease, and Death. Lincoln, University of Nebraska Press, 1996 (mit Michael Hutcheon).
- Irony's Edge: The Theory and Politics of Irony. Routledge, New York 1994
- The Politics of Postmodernism. Routledge, New York 1989
- A Poetics of Postmodernism: History, Theory, Fiction. Routledge, New York 1988
- A Theory of Parody: The Teachings of Twentieth-Century Art Forms. 1984; 2. Aufl. University of Illinois Press, Champaign 2001